# Rainer Margreiter
Rainer Margreiter (Innsbruck, 26 de junio de 1975) es un deportista austríaco que compitió en luge en la modalidad individual. Ganó dos medallas de bronce en el Campeonato Mundial de Luge de 2003, en las pruebas individual y por equipo.

## Palmarés internacional
| Campeonato Mundial | Campeonato Mundial | Campeonato Mundial | Campeonato Mundial |
| Año                | Lugar              | Medalla            | Prueba             |
| ------------------ | ------------------ | ------------------ | ------------------ |
| 2003               | Sigulda (Letonia)  | Medalla de bronce  | Individual         |
| 2003               | Sigulda (Letonia)  | Medalla de bronce  | Equipo             |